# Пшеничников, Юрий Сергеевич
Юрий Сергеевич Пшеничников (родился 16 июня 1988) — российский спортсмен, чемпион Универсиады 2013 года по академической гребле.

## Биография
Участник двух чемпионатов мира. В 2009 году был 18-м в гонке лёгких четвёрок без рулевого. В 2013 году также 18-м в гонке двоек без рулевого.
Участник пяти чемпионатов Европы. Лучший результат — 5-е место в 2011 году  в гонке четвёрок без рулевого.
Чемпион Универсиады в Казани.
За выдающиеся спортивные результаты на Универсиаде-2013 награждён почетной грамотой президента Российской Федерации.
Победитель чемпионата России 2009 и 2010 годов, победитель всероссийских и международных соревнований 2010 года, победитель этапов Кубка России 2010-2012 годов.
Женат, дочь.